# Bactérias nitrificantes

Bactérias nitrificantes são microorganismos quimiotróficos como as dos gêneros nitrospira, nitrosomonas e nitrosococcus que convertem amoníaco em nitrito, e as que convertem o nitrito em nitrato como a nitrobacter. Estas bactérias retiram sua energia de compostos nitrogenados inorgânicos num processo conhecido como ciclo do nitrogênio, ciclo do azoto ou ciclagem.